# Borboletta
Borboletta är ett musikalbum av Santana som lanserades i oktober 1974. Flera av låtarna på det här albumet är inspirerade av funk. Skivan gavs ursprungligen ut med ett blått silverglänsande fodral. Jämfört med gruppens tidigare album blev den här skivan ingen större kommersiell succé. Gruppen skulle komma att få en nytändning med sitt nästa album, Amigos.

## Låtlista
1. "Spring Manifestations" - 1:05
2. "Canto de los Flores" - 3:38
3. "Life is Anew" - 4:22
4. "Give and Take" - 5:44
5. "One with the Sun" - 4:21
6. "Aspirations" - 5:09
7. "Practice What You Preach" - 4:31
8. "Mirage" - 4:42
9. "Here and Now" - 3:01
10. "Flor de Canela" - 2:09
11. "Promise of a Fisherman" - 8:17
12. "Borboletta" - 2:48

## Listplaceringar
| Lista (1974-1975) | Position             |
| ----------------- | -------------------- |
| Kanada            | 14 (RPM)             |
| Nya Zeeland       | 13                   |
| Storbritannien    | 18 (UK Albums Chart) |
| USA               | 20 (Billboard 200)   |
| Västtyskland      | 28                   |
| Österrike         | 9                    |